# Opegrapha brevis
Opegrapha brevis är en lavart som beskrevs av Coppins. Opegrapha brevis ingår i släktet Opegrapha och familjen Roccellaceae.   Inga underarter finns listade i Catalogue of Life.